# 마린 올솝

마린 올솝

마린 올솝(Marin Alsop, 1956년 10월 16일 ~ )은 미국의 지휘자로, 2007년부터 볼티모어 심포니의 음악 감독으로 취임했다.